# Woonsocket (Rhode Island)
Woonsocket ist eine US-amerikanische Stadt im Providence County im Bundesstaat Rhode Island. Woonsocket liegt unmittelbar südlich der Grenze zu Massachusetts. Das U.S. Census Bureau hat bei der Volkszählung 2020 eine Einwohnerzahl von 43.240 ermittelt.
Rund 46 Prozent der Bevölkerung von Woonsocket sind französischer oder französisch-kanadischer Herkunft. Es ist damit eine der größten französisch-kanadischen Städte Neuenglands und wird „La ville la plus française aux États-Unis“ („Die französischste Stadt der Vereinigten Staaten“) genannt. Mehr als ein Jahrhundert lang war Französisch die offizielle Sprache der Stadt.

## Geschichte
Vor der Besiedlung durch Einwanderer lebten im nördlichen Rhode Island die Indianer-Stämme der Nipmuck, der Wampanoag und der Narraganset. 1660 kaufte ihnen Roger Williams die Region um Woonsocket ab. „Richard Arnold“, ein Geschäftspartner von Williams, baute anschließend das erste Sägewerk am Blackstone River unterhalb der „Woonsocket Falls“ im Bereich des heutigen „Market Square“. „Elizabeth Comstock“, Arnold's Schwester, gehörte zu den ersten europäischen Einwanderern der Region und ließ sich im heutigen „North Smithfield“ nieder.

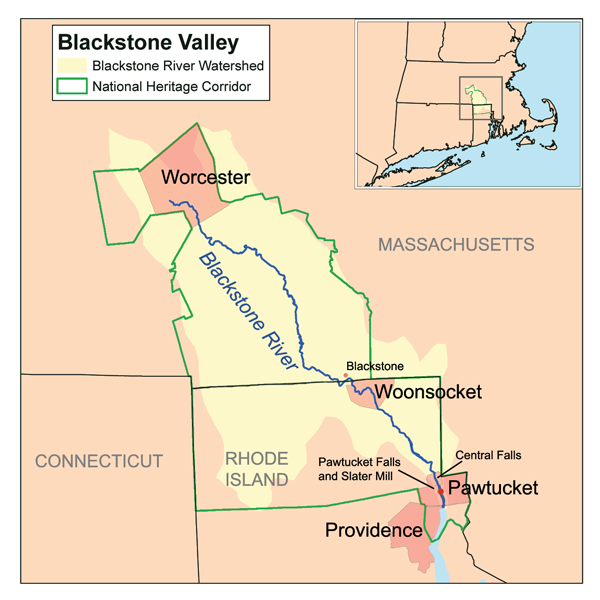
Verlauf des Blackstone River

Im frühen 19. Jahrhundert begann die Industrielle Revolution in den Vereinigten Staaten und Rhode Island war einer der führenden Bundesstaaten der Industrialisierung. 1810 entstand die erste Baumwollmühle, die mit Hilfe der Wasserkraft vom Blackstone River angetrieben wurde. Im Laufe der Zeit entwickelte sich die Stadt zu einem Zentrum der Baumwollverarbeitung. Das technische Wissen brachten französische Ingenieure ein, die aus Roubaix eingewandert waren. Durch die Zuwanderung entstanden so sechs neue Dörfer, die auf den Gebieten alter Siedlungen errichtet wurden: „Social Village“, „Jenckesville“, „Hamlet Village“, „Bernon“, „Globe Village“ und „Woonsocket Falls“. 1834 wurde in Woonsocket die „Saint-Jean-Baptiste Society“ gegründet, auf die der 24. Juni als Feiertag von Québec zurückzuführen ist.
Bis zum Ende des 19. Jahrhunderts zogen unzählige Franko-Kanadier in die sechs Dörfer, die nach und nach zu „Woonsocket“ zusammenwuchsen. Das ursprünglich größte der sechs Dörfer – „Woonsocket Falls“ – bildet heute Woonsocket's Innenstadt.
Bereits in den 1920er Jahren wanderte die Textilindustrie in südliche Bundesstaaten ab und 1927 musste der älteste Produzent „the Social Mill“ schließen. Während der Great Depression in den 1930er Jahren waren bis zu 50 Prozent der Bevölkerung erwerbslos und weitere Fabriken wie die „Globe Mills“ wurden geschlossen. Die Produktion von Textilien für das Militär im Zweiten Weltkrieg führte zu einem kleinen wirtschaftlichen Aufschwung, aber nach Kriegsende versank Neuengland zunächst in der Bedeutungslosigkeit. Die Stadt war gezwungen ihre wirtschaftliche Basis zu diversifizieren. Heute ist Woonsocket das urbane Zentrum des nördlichen Rhode Island. Neben dem produzierenden Gewerbe bilden Unternehmen aus dem Bereich der Hochtechnologie und Finanzdienstleistungen, der Einzelhandel sowie der Tourismus das wirtschaftliche Rückgrat der Stadt.
Am nördlichen Stadtrand und an der südlichen Hauptstraße befindet sich eine große Anzahl von historischen Häusern, die in das „National Register of Historic Places“ aufgenommen wurden. Einige der ältesten Bauten, wie das Gerichtsgebäude an der „Street Bridge“, mussten allerdings aus Sicherheitsgründen abgerissen und ersetzt werden.

### Blizzard 1978
Während eines Blizzards im Jahr 1978 wurde Woonsocket unter gut einem Meter Schnee (39 Inch) begraben. Ein Hochdruckgebiet blockierte den Sturm, der sich daher nur sehr langsam fortbewegte. In der Folge kam es zu Schneefällen von bis zu zehn Zentimetern pro Stunde, die von Blitz und Donner begleitet wurden. Um die Stadt bei den Bemühungen zu unterstützen den Menschen ein normales Leben unter diesen Umständen zu ermöglichen, alarmierte der Bundesstaat Rhode Island die Nationalgarde. Woonsocket selbst veröffentlichte eine Schneehöhe von 1,37 Metern, diese Messungen bezogen sich aber auf ein Gebiet mit starken Schneeverwehungen. Dem damaligen Bürgermeister „Gerard Bouley“ wurde unterstellt, dass er die maximale Schneehöhe bewusst veröffentlicht hatte, um der Stadt entsprechend höhere Geldmittel aus einem Katastrophenfonds zukommen zu lassen. Als Folge dessen wir diese Schneehöhe humorvoll als „Gerry's Total“ bezeichnet.

## Bedeutung und Ursprung des Namens
In einem Brief an Richard Arnold nannte Roger Williams das Gebiet, das er 1661 von den Indianern kaufte „Niswosakit“. in der Sprache der Ureinwohner bedeutet Woonsocket „Donner-Nebel“. Der Name könnte sich auf den größten Wasserfall des Blackstone Rivers, die „Woonsocket Falls“ beziehen, welche sich im Zentrum der Stadt befinden. Andere Auslegungen über die Bedeutung des Namens gehen davon aus, dass die Stadt nach dem „Woonsocket Hill“ im benachbarten „North Smithfield“ benannt wurde. Auch die alten Siedlungsnamen der Nipmuck-Indianer in der Nähe von Massachusetts, die ähnlich wie Woonsocket klingen, kommen als Ursprung in Frage: „Woonksechocksett“ in Worcester County bedeutet so viel wie „Das Land des Fuchses“ und „Wannashowatuckqut“ das ebenfalls in Worcester County lag „in der Gabelung des Flusses liegend“.

## Autumnfest
Seit 1977 findet am Wochenende des Kolumbus-Tages im „World War II Veteran's Memorial State Park“ ein Herbstfest statt. Es wird vom „Woonsocket Rotary Club“ veranstaltet und von Sponsoren, wie der CVS Caremark Corporation, unterstützt. Das Fest hat sich zum Ziel gesetzt, den Einwohnern von Rhode Island und Massachusetts die Kultur und Geschichte von Woonsocket näherzubringen.
Das „Autumnfest“ beginnt traditionell am Samstag um 10:00 Uhr mit einer Eröffnungsrede des Bürgermeisters am „park's Band Stand“. Am darauffolgenden Montag beginnt um 9:00 Uhr die dreistündige „Columbus Day Parade“, die eine der größten Paraden des Bundesstaates ist. Am gleichen Tag um 18:00 Uhr endet das Fest mit der Siegerehrung eines lokalen Ironman-Wettbewerbes und einem großen Feuerwerk. Im Laufe von drei Jahrzehnten entwickelte sich das Fest zu einer bekannten Attraktion von Rhode Island.

## Persönlichkeiten
- Bryan Berard (* 1977), Eishockeyverteidiger
- Brian Boucher (* 1977), Eishockeytorwart
- James Edwin Cassidy (1869–1951), katholischer Geistlicher, Bischof von Fall River
- J. Howard McGrath (1903–1966), war Gouverneur von Rhode Island, US-Senator und Justizminister
- Dave McKenna (1930–2008), Jazz-Pianist
- Edwin O’Connor (1918–1968), Pulitzer-Preis-Träger (The Edge of Sadness, 1962)
- Duke Robillard (* 1948), Blues-Sänger und -Gitarrist
- Daryl Sherman (* 1949), Jazzmusikerin

## Demografische Daten
| Altersgruppe       | Anteil in Prozent |
| ------------------ | ----------------- |
| unter 5            | 7,6               |
| unter 18           | 24,0              |
| 65 Jahre und älter | 13,2              |

Nach einer Volkszählung im Jahr 2010 lebten in Woonsocket 41.188 Einwohner in 16.602 Privathaushalten. Die größte ethnische Gruppe der Stadt stellten mit rund 77,7 % Prozent die Bewohner europäischer Abstammung dar. In rund 24 % Prozent aller Haushalte lebten Kinder unter 18 Jahren.
Das durchschnittliche Jahreseinkommen pro Haushalt betrug 38.625 US-Dollar. Immerhin 22,2 Prozent der Familien lebten unterhalb der Armutsgrenze.